# Alcaudete de la Jara
Alcaudete de la Jara es un municipio y localidad española de la provincia de Toledo, en la comunidad autónoma de Castilla-La Mancha. El término municipal tiene una población de 1662 habitantes (INE 2024).

## Toponimia
Aunque los autores que hasta ahora han tratado del tema, suponen que el término "Alcaudete" deriva del árabe alcalat que significa "el castillo", en relación con la torre que allí hay, lo cierto es que es más probable que se haya formado por el sufijo arábigo al y la expresión latina caput aquae (cabecera de agua, en referencia al río Gévalo y las fuentes existentes). Así, en hispanoárabe sería Al-Qabdiq (topónimo documentado para casos paralelos), al que se le añadiría el sufijo abundancial iberorromano etum/it, evolucionando el resultado etimológicamente hacia Alcaudete, que en definitiva, significaría "el lugar de las fuentes". Existen casos paralelos en Alcaudete (Jaén) y varios Caudetes (en Cuenca, Albacete y Teruel). Véase el libro de Jaime Oliver Asín, Historia del nombre Madrid, capítulo IV.

## Geografía
Integrado en la comarca de La Jara, se sitúa a 93 km de la capital provincial. El término municipal está atravesado por la carretera nacional N-502 entre los pK 133 y 143, además de por la carretera autonómica CM-401, que conecta con Santa Ana de Pusa, y por carreteras locales que se dirigen a Calera y Chozas y Torrecilla de la Jara.  
El relieve del municipio es predominantemente llano, en ligero descenso de sur a norte y con algunos cerros dispersos, como el Burro (596 m). El territorio es recorrido de sur a noroeste por el río Gévalo, afluente del Tajo. La altitud oscila entre los 730 m al sur y los 370 m a orillas del río Gévalo. El pueblo se alza a 412 m sobre el nivel del mar.
| Las Herencias y Belvís de la Jara | Las Herencias                                | San Bartolomé de las Abiertas |
| Belvís de la Jara                 |                                              | Retamoso de la Jara           |
| Belvís de la Jara                 | Sevilleja de la Jara y Torrecilla de la Jara | Torrecilla de la Jara         |

La población, situada junto al río Gévalo, en una vega honda, circundada de colinas de elevación mediana, es conocida como «el Levante de Castilla» gracias a su extraordinario microclima, que la hace disfrutar de unas temperaturas muy suaves durante todo el año.
Pertenece a la comarca comercial de Talavera de la Reina, de la que se encuentra a 21 km.

## Historia
Hacia mediados del siglo XIX, el lugar tenía contabilizada una población de 671 habitantes. Aparece descrito en el primer volumen del Diccionario geográfico-estadístico-histórico de España y sus posesiones de Ultramar de Pascual Madoz.

## Demografía
Cuenta con una población de 1662 habitantes (INE 2024).
| Gráfica de evolución demográfica de Alcaudete de la Jara entre 1842 y 2021                                            |
| |
| Población de derecho según los censos de población del INE. Población de hecho según los censos de población del INE. |

| 1684                      | 1893 | 1857 | 1821 | 1825 | 1829 | 1914 | 1959 | 1977 | 1976 | 1955 | 1897 |
| (Fuente: INE [Consultar]) |      |      |      |      |      |      |      |      |      |      |      |

NOTA: La cifra de 1996 está referida a 1 de mayo y el resto a 1 de enero.

## Administración
| Periodo   | Nombre                                                      | Partido       |
| --------- | ----------------------------------------------------------- | ------------- |
| 1979-1983 | Manuel Plaza Pecci                                          | UCD           |

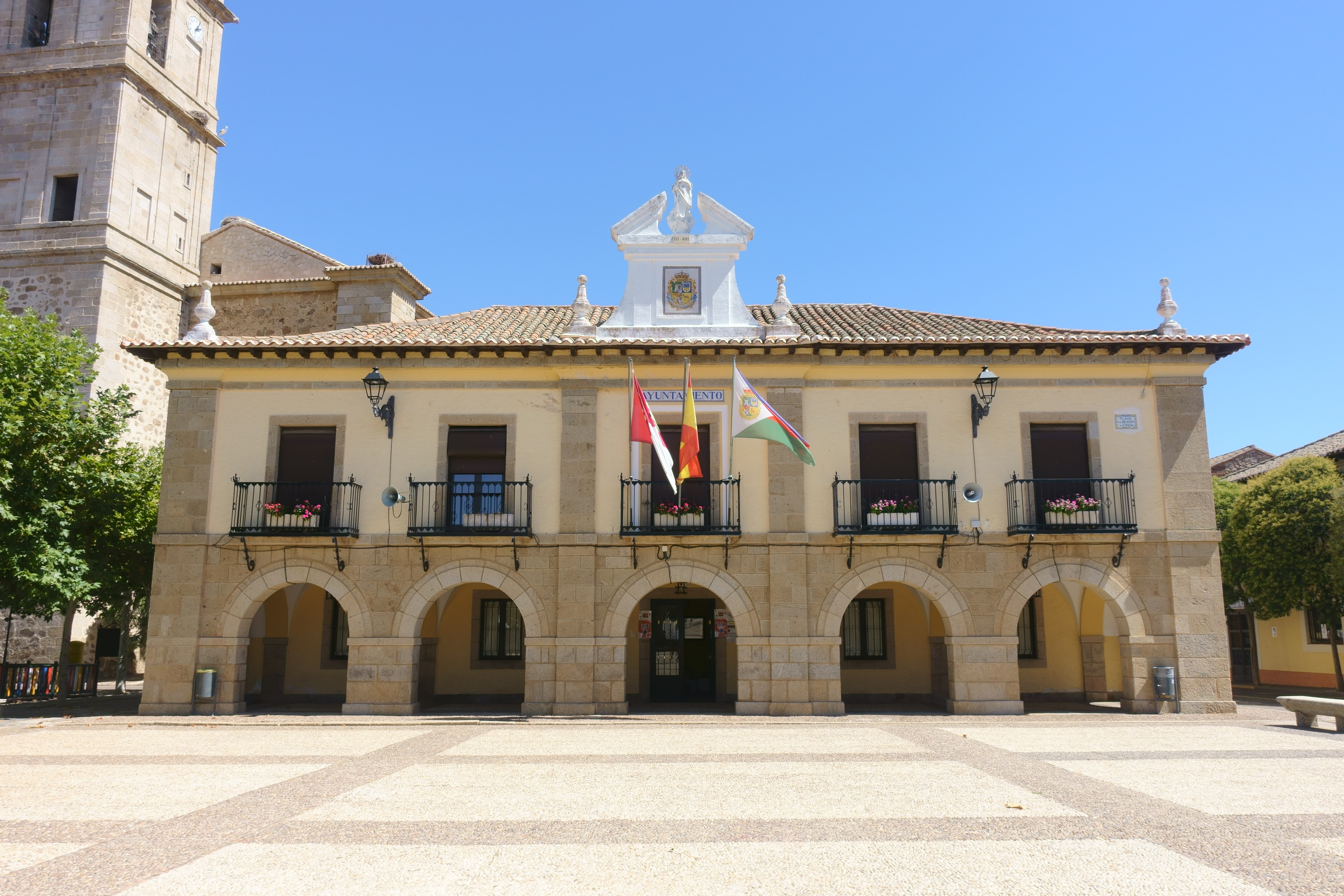
Casa consistorial

| 1983-1987 | Pedro Lobato Rodríguez 07/12/1985 Santos Gargolla Palomo    | CDS           |
| 1987-1991 | Santos Gargolla Palomo                                      | CDS           |
| 1991-1995 | Ángel Fernández Montes                                      | PSOE          |
| 1995-1999 | Marcela Crespo Navarro                                      | Independiente |
| 1999-2003 | Ángel Fernández Montes                                      | PSOE          |
| 2003-2007 | Ángel Fernández Montes 06/07/2004 Luis Antonio García Gómez | PSOE PP       |
| 2007-2011 | José Antonio Farelo Torrejón                                | PP            |
| 2011-2015 | José Antonio Farelo Torrejón                                | PP            |
| 2015-2019 | Cristina Cebas Gregorio                                     | PSOE          |
| 2019-2023 | Cristina Cebas Gregorio                                     | PSOE          |
| 2023-act. | Cristina Cebas Gregorio                                     | PSOE          |

## Patrimonio

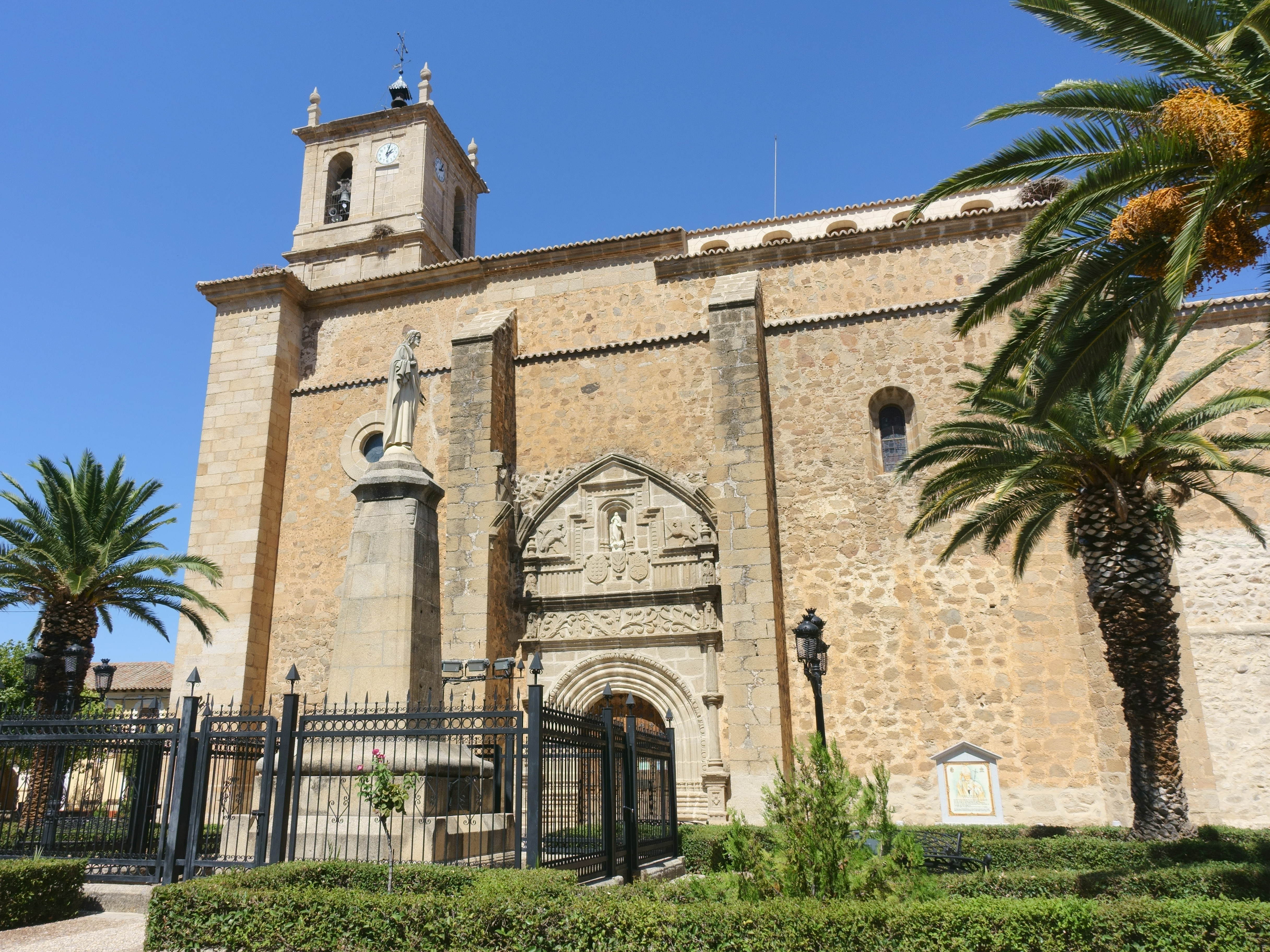
Iglesia de la Inmaculada Concepción

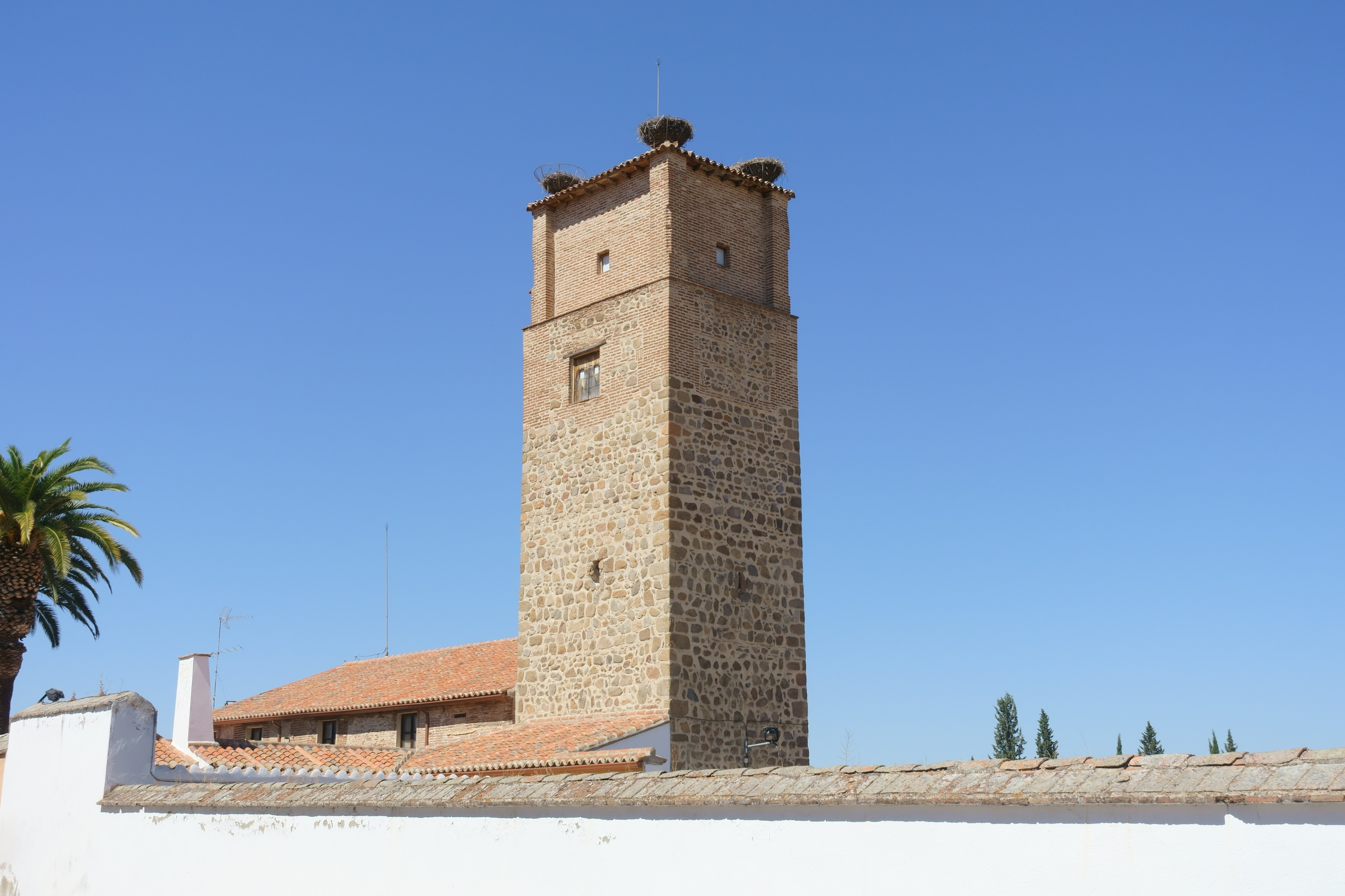
Torreón del Cura

- Iglesia parroquial de la Inmaculada Concepción, llamada la Catedral de La Jara.
- Plaza de las Regiones de España.
- Panteón Familia Garnica Mansi.
- Torreón del Cura.
- Cruz dedicada a los Caídos.
- Sagrado Corazón de Jesús.
- Ermita de San Cristóbal.
- Molino Riscal.
- Glorieta con estatua de la Patrona.
- Pinturas rupestres.

## Fiestas
- Jueves de comadre (Jueves anterior al Miércoles de Ceniza).
- El Calbote (2 de noviembre).
- Quema del Judas (Domingo de Resurrección).
- Semana Cultural en el mes de agosto.
- El 8 de diciembre se celebra la Fiesta Patronal de la Inmaculada Concepción; la FUNCIÓN.